# Temple de la renommée de la Fondation canadienne des personnes ayant un handicap physique
La Temple de la renommée de la Fondation canadienne des personnes ayant un handicap physique (anglais: Canadian Disability Hall of Fame) est un temple de la renommée qui reconnaît des « Canadiens qui ont contribué de façon extraordinaire à enrichir la qualité de vie des personnes handicapées physiquement ».
Il a été appelé le Temple de la renommée Terry Fox jusqu'en 2009, lorsque le nom a été changé en raison des objections de la famille de Terry Fox. Il est géré par l'Association canadienne des paraplégiques. Fox était un militant pour la recherche contre le cancer qui a tenté une course à travers le Canada, surnommée Le Marathon de l’espoir.

## Personnes intronisées

### 1993
- Lieutenant-colonel E. A. Baker
- John Gibbons Counsell
- Rick Hansen
- Dr R. W. Jackson
- Margaret McLeod
- André Viger

### 1994
- Arnold Boldt
- William Cameron
- Beryl Potter
- Robert L. Rumball

### 1995
- Dr Bruce Halliday
- Dr Albin T. Jousse
- Jeremy Rempel
- Mona Winberg

### 1996
- Dr Arlette Lefebvre
- Joanne Mucz
- Vicki Munro et Keith Munro
- Walter Wu

### 1997
- Jeff Adams
- Alice Laine et Audrey Morrice
- David Onley
- Whipper Billy Watson

### 1998
- Honorable Lincoln M. Alexander
- Gary Birch, PhD
- Dr E. H. (Harry) Botterell
- Frank Bruno

### 1999
- Clifford Chadderton
- Leslie Lam
- Pier Morten
- Allan Simpson

### 2000
- Morris (Mickey) Milner
- Eugene Reimer
- Sarah Thompson
- Sam Sullivan

### 2001
- Amy Doofenbaker
- Ivy Granstrom
- Tom Hainey
- James MacDougall PhD

### 2002
- Mae Brown et Joan Mactavish
- Stephanie McClellan
- Jo-Anne Robinson
- Robert Steadward PhD

### 2003
- Joanne Berdan (née Bouw)
- Jack Donohue
- Brian Keown
- Dr Charles Tator

### 2004
- Carlos Costa
- Johanna Johnson
- David Lepofsky
- Henry Wohler

### 2005
- Peter Eriksson
- Lucy & Robert Fletcher
- Patrick Jarvis
- Chantal Petitclerc

### 2006
- Michael Edgson
- Jeneece Edroff
- Steven Fletcher
- June Hooper

### 2007
- Elizabeth Grandbois, bâtisseur
- Joanne Smith, achiever
- Lauren Woolstencroft, athlète

### 2008
- Adrian Anantawan, achiever
- Linda Crabtree, achiever
- Dr Geoff Fernie, bâtisseur
- Daniel Westley, athlète

### 2009
- Jeff Healey, achiever
- David Hingsburger, bâtisseur
- Diane Roy, athlète
- Jill Taylor et Gary Taylor, achievers

### 2010
- Colette Bourgonje (en), athlète
- David Shannon (en), accomplissement

### 2011
- Benoît Huot, athlète
- Brian McKeever et Robin McKeever, athlètes

### 2012
- Tracey Ferguson (en), athlète

### 2013
- David Crombie (en), accomplissement
- Stephanie Dixon, athlète

### 2014
- Sudarshan Gautam (en), accomplissement
- Vim Kochhar, accomplissement
- Chris Williamson, athlète

### 2015
- Lauren Barwick (en), bâtisseur
- Rick Mercer, accomplissement

### 2016
- Marni Abbott-Peter (en), athlète
- Tim Frick (en), bâtisseur
- Terry Kelly) (en), accomplissement

### 2017
- Todd Nicholson (en), athlète

### 2018
- Jim Kyte (en), athlète
- Alvin Law (en), accomplissement
- Brian Mulroney, bâtisseur

### 2019
- Brad Bowden (en), athlète
- Richard Peter (en), athlète